# Vantoux-et-Longevelle
Vantoux-et-Longevelle är en kommun i departementet Haute-Saône i regionen Bourgogne-Franche-Comté i östra Frankrike. Kommunen ligger i kantonen Gy som tillhör arrondissementet Vesoul. År 2022 hade Vantoux-et-Longevelle 179 invånare.

## Befolkningsutveckling
Antalet invånare i kommunen Vantoux-et-Longevelle
| Referens: INSEE |